# 岡本 (神戸市)
岡本（おかもと）は、兵庫県神戸市東灘区の町名の一つで、旧本山村域（本山地区）の大字であった岡本（旧・岡本村）のJR東海道本線以北に基づいた区域である。平成27年国勢調査（2015年10月1日現在）における世帯数は4,588、人口9,475で内男性4,291人・女性5,184人。

## 地理
北は背山で未だ住居表示未実施地区の本山町岡本、北東の天上川上流八幡谷以東が本山町田辺、東は旧田辺・北畑・小路・中野各村域に基づいた本山北町、南が田中町、南東が本山中町、西が旧・野寄村域に基づく西岡本。一丁目の旧字マンパイには古墳時代前期の前方後円墳・ヘボソ塚古墳があったが今は碑が残るだけで姿を留めていない。五丁目には水上勉の小説『桜守』のモデルとなった笹部新太郎の邸宅跡を公園にした桜守公園（岡本南公園）もある。

### 地価
歴史ある高級住宅街が連続する阪神間の中でも代表的な位置にあり、駅周辺は豪壮なる邸宅建築が多く、神戸市内の住宅地で最も地価が高いとされる。
住宅地の地価は、2014年（平成26年）1月1日の公示地価によれば、岡本二丁目9-26の地点で48万2000円/m2となっている。兵庫県内で最も地価が高い。

## 歴史
岡本とは旧・本山村時代の大字岡本であり、明治の大合併以前の岡本村の事である。『新 神戸の町名』では岡本という地名は保久良の宮（保久良神社）のある丘の下という意味と推測している。
岡本は古来、梅林の名所として知られ「梅は岡本、桜は吉野、みかん紀の国、栗丹波」と詠われた。山本梅崖の『岡本梅林記』に羽柴秀吉の来訪が記されており、寛政10年（1798年）には摂津名所図会に岡本梅林の図が登場するほどの名所であった。
明治維新後は、国学者大国隆正が、「岡本の梅とききつ来てみれば、梅の中なる岡本の里」と詠じているように全村の各戸に梅の木を植え、増田太郎右衛門所有の３ヘクタールの梅林をはじめとして、相当広い範囲に渡っていた。
明治30年頃から観梅期に旧国鉄が臨時停車駅を設けるようになり、明治38年に開通した阪神電車が青木停留所を設けるに至り岡本の観梅は阪神間における年中行事の一つとなった。兵庫津の俗謡でも「梅は岡本、桜は生田、松のよいのが湊川」と詠われた。しかし、昭和13年（1938年）の阪神大水害により岡本周辺の山が崩れ梅林の大半が失われてしまい、残った梅の木も神戸大空襲で焼失し岡本梅林の名声もすっかり失われてしまった。
盛時の面影は現在に残らないが、かつての梅林を偲び、昭和50年（1975年）に保久良神社境内に保久良梅林が植樹され、同56年（1981年）には岡本六丁目に岡本梅林公園が作られた。

## 町名の変遷
昭和48年（1973年）6月1日に住居表示実施に伴う町名整理が行われた。詳細は下表の通り。
| 昭和25年10月10日                                 | 昭和48年6月1日         |
| ------------------------------------------------ | ---------------------- |
| 本山町田辺字大道前                               | 岡本一丁目             |
| 本山町岡本字釈迦田                               | 岡本一丁目             |
| 本山町岡本字マンパイ                             | 岡本一丁目             |
| 本山町岡本字中島                                 | 岡本一丁目・岡本五丁目 |
| 本山町田辺字西良寄（西半、本山北町になった以外） | 岡本一丁目・岡本五丁目 |
| 本山町岡本字中井                                 | 岡本一丁目・岡本五丁目 |
| 本山町田中字馬田                                 | 岡本一丁目・岡本二丁目 |
| 本山町岡本字サイノ神                             | 岡本一丁目・岡本二丁目 |
| 本山町岡本字古川                                 | 岡本三丁目             |
| 本山町岡本字篠久保                               | 岡本四丁目・岡本九丁目 |
| 本山町岡本字東山田                               | 岡本五丁目             |
| 本山町田辺字山田                                 | 岡本五丁目             |
| 本山町岡本字梅林（南半）                         | 岡本六丁目             |
| 本山町岡本字八幡谷                               | 岡本六丁目             |
| 本山町岡本字池ノ谷                               | 岡本六丁目             |
| 本山町岡本字梅ノ谷                               | 岡本六丁目・岡本七丁目 |
| 本山町岡本字栄田                                 | 岡本七丁目             |
| 本山町岡本字ハゲ山                               | 岡本七丁目             |
| 本山町岡本字宝蔵                                 | 岡本七丁目・岡本八丁目 |
| 本山町岡本字長子                                 | 岡本八丁目             |
| 本山町岡本字天王山                               | 岡本八丁目             |
| 本山町岡本字高井                                 | 岡本八丁目・岡本九丁目 |
| 本山町岡本字庄屋                                 | 岡本八丁目・岡本九丁目 |

## 施設
- 阪急電鉄神戸線：岡本駅
- JR東海道本線：摂津本山駅
- 神戸市立本山中学校
- 神戸市立本山第一小学校
- 甲南大学
- ブランカ神戸・岡本店
- モンロワール岡本本店 - ショコラパティスリー。元町から難波、東京青山、銀座等にも路面店がある。